# Cromozomul uman 6
Cromozomul 6 face parte din perechea a 6-a din cele 22 de perechi de autozomi existente în genomul uman. Din pereche unul provine de la tată și unul provine de la mamă. Cromozomul 6 are o anvergură de mai mult de 170 milioane nucleotide în perechi (materialul de bază pentru ADN), și reprezintă între 5,5% și 6% din totalul de ADN din celule. Conține Complexul major al histocompatibilității, ce are peste 100 de gene legate de sistemul imunitar și joacă un rol vital în transplantul de organe. 
Identificarea genelor la fiecare cromozom este un domeniu activ al cercetării genetice. Datorită diferitelor tactice folosite de cercetători pentru a prezice numărul de gene pentru fiecare cromozom, acesta variază. Cromozomul 6, cel mai probabil, conține între 1.100 și 1.600 de gene.